# Геган, Мишель
Мише́ль Гега́н (фр. Michel Gueguen; 27 февраля 1951 года, Гарлан, Франция) — французский пятиборец, участник двух летних Олимпийских игр.

## Спортивная биография
В 1972 году Мишель Геган дебютировал на летних Олимпийских играх в Мюнхене. В индивидуальных соревнованиях французский пятиборец набрал 5072 очка и занял 10-е место, при этом в конном спорте он стал 1-м. В командных соревнованиях французская сборная с Мишелем в составе набрала 15 559 очков, что позволило ей занять лишь 7-е место.
Во второй раз на летних Олимпийских играх Геган выступил только в 1976 году на Играх в Монреале. В личном зачёте французский спортсмен набрал 4825 очков и занял только 33-е место, но при этом в конном спорте он показал 4-й результат. В командном первенстве французская сборная, набрав 14 834 очков, осталась на 9-м месте.

## Личная жизнь
- Брат — Рауль Геган — бронзовый призёр летних Олимпийских игр 1968 года в командном первенстве в современном пятиборье. В 1972 году братья Геганы вместе выступали в командном первенстве на Олимпийских играх.